# Вереденко, Дарья Андреевна
Дарья Андреевна Вереде́нко (род. 12 июня 1995, Владивосток) — российская самбистка. Трёхкратный бронзовый призёр Кубка России по самбо (2016, 2018, 2019). Бронзовый призёр чемпионата России по пляжному самбо (2021). Мастер спорта России.

## Биография
Родилась 12 июня 1995 года во Владивостоке. Воспитанница Центра спортивной подготовки женских единоборств «Амазонка».
Окончила Инженерную школу Дальневосточного федерального университета. Магистр по направлению «Конструирование и технология электронных средств». Вошла в Топ-100 выпускников ДВФУ в 2019 году за спортивные достижения.

## Спортивная карьера
В 2013 году Дарья завоевала золотую медаль на молодёжном чемпионате Европы по самбо на Кипре, через полгода — победила в мировом первенстве в Греции в весовой категории до 70 кг.
В 2014 году стала факелоносцем параолимпийского огня.
В 2015 году одержала победу в Первенстве мира среди молодёжи в Латвии, выступая в весовой категории до 72 кг. В том же году победила в Первенстве России.
Чемпионка Международного турнира президента ФИАС (Международная федерация самбо) 2017 года. В том же году получила звание мастера спорта России.
Дважды чемпионка и дважды серебряный призёр Международного турнира «Мемориал Юрия Потапова» в 2014 и 2018 годах. На этом же турнире завоевала золотую медаль в 2016 году.
В 2016, 2018 и 2019 годах становилась бронзовым призёром Кубка России по самбо.
В июне 2021 года в Краснодарском крае прошёл первый чемпионат России по пляжному самбо, в котором Вереденко завоевала бронзовую медаль.